# 贝萨妮·加拉特
贝萨妮·加拉特（英語：Bethany Galat，1995年8月10日—）生于印第安纳州米沙沃卡，是一名美国女子游泳运动员，主攻蛙泳。她在2014年至2018年间就读于德克萨斯州农工大学，并代表该校校队参加校际比赛。在她进入大学前，她的家乡米沙沃卡曾宣布将2014年8月18日定为该市的“贝瑟妮·加拉特日”，以纪念她在泳池上的成就。